# Günter Krinetzki
Günter Krinetzki OSB (auch unter seinem Ordensnamen Leo Krinetzki oder Pater Leo Krinetzki bekannt, * 3. Februar 1929 in Berlin; † 20. April 1986 in Passau) war ein deutscher katholischer Theologe und  Bibelwissenschaftler.

## Leben und Werk
Günter Krinetzki studierte nach seiner Schulzeit am humanistischen Gymnasium zum Grauen Kloster in Berlin (Abitur 1949) von 1951 bis 1952 in der Abtei Neresheim Philosophie. Von 1952 bis 1958 studierte er am Päpstlichen Kolleg S. Anselmo Theologie (Abschluss: Doktorat über die Beziehungen der deuterojesajanischen Gottesknechtslieder zu Philipper 2,5-11) und am Päpstlichen Bibelinstitut mit dem Abschluss Bibellizentiat.
Krinetzki trat 1951 in die Benediktinerabtei Neresheim ein. Später trat er aus dem Benediktinerorden aus und wurde Weltpriester. 
Nach dieser Ausbildung wirkte er zunächst in der Seelsorge und praktischen Bibelarbeit. Neben seiner Tätigkeit in der biblischen Bildungsarbeit unter Laien, Seelsorgern und Katecheten trat er durch eine Reihe von Veröffentlichungen hervor. Hier sind besonders zu nennen: Der Bund Gotte mit den Menschen nach dem Alten und neuen Testament (1963), Das Hohe Lied. Kommentar zu Gestalt und Kerygma eines alttestamentlichen Liebesliedes (1964), Die Liebe hört nie auf. Die Botschaft des Hohen Liedes heute (1964), Israels Gebet im alten Testament (1965) sowie Das Alte Testament – Eine theologische Lesehilfe (3 Bände, Freiburg 1967, Herder Verlag).
1969 übernahm er Lehraufträge für Hebräisch und alttestamentliche Grundbegriffe an der Philosophisch-theologischen Hochschule in Dillingen/Donau sowie am Fachbereich Katholische Theologie an der Universität Augsburg. 1970 habilitierte er sich an der Universität Regensburg im Fach Alttestamentliche Exegese. Er vertrat dann dort das Fach Alttestamentliche Exegese zunächst als Privat- und Universitätsdozent und später als außerplanmäßiger Professor. Von 1978 bis 1986 wirkte er als Professor für Altes Testament und Hebräische Sprache an der Katholisch-Theologischen Fakultät der Universität Passau.  Zu seinen Forschungsschwerpunkten gehörte das Hohelied.